# فلودزميزيرز مازور
فلودزميزيرز مازور (بالبولندية: Włodzimierz Mazur)‏ هو لاعب كرة قدم بولندي في مركز الهجوم، ولد في 14 أبريل 1954 في Opatów ‏ في بولندا، وتوفي في 1 ديسمبر 1988 في سوسنوفييتس في بولندا. شارك مع منتخب بولندا لكرة القدم. أما مع النوادي، فقد لعب مع زاغليبي سوسنويتش وستاد رين.

## وصلات خارجية
- فلودزميزيرز مازور على موقع الاتحاد الدولي (مؤرشف)  (الإنجليزية)
- فلودزميزيرز مازور على موقع الاتحاد الأوربي (الإنجليزية)
- فلودزميزيرز مازور على موقع قاعدة بيانات كرة القدم.إي يو (الإنجليزية)
- فلودزميزيرز مازور على موقع ناشيونال فوتبول تيمز (الإنجليزية)
- فلودزميزيرز مازور على موقع Soccerway.com (الإنجليزية)
- فلودزميزيرز مازور على موقع عالم كرة القدم.نت (الإنجليزية)